# Jüdischer Friedhof Gemünden (Wohra)
Der Jüdische Friedhof Gemünden (Wohra) ist ein Friedhof in der Stadt Gemünden (Wohra) im Landkreis Waldeck-Frankenberg in Hessen.
Der jüdische Friedhof liegt einen Kilometer westlich von Gemünden und ist erreichbar über die Rosenthaler Straße oder die Fortsetzung der Martin-Luther-Straße. Auf dem 4270 m² großen Friedhof sind mehr als 100 überwiegend schlichte Grabsteine vorhanden, die größtenteils aus dem 19. Jahrhundert stammen.

## Geschichte
Die letzte Beisetzung auf dem Friedhof war im Jahr 1939.